# Crithagra reichardi
Il canarino di Reichard (Crithagra reichardi (Reichenow, 1882)) è un uccello passeriforme della famiglia dei Fringillidi.

## Etimologia
Il nome scientifico della specie (del quale il nome comune altro non è che una traduzione), reichardi, venne scelto in omaggio all'esploratore e "padre" dell'Africa Orientale tedesca Paul Reichard.

## Descrizione

### Dimensioni
Misura 12,5-13,5 cm di lunghezza, per un peso di 11,3-17,2 g.

### Aspetto
Si tratta di uccelletti dall'aspetto robusto ma slanciato, muniti di testa arrotondata con becco conico, ali appuntite e coda dalla punta lievemente forcuta.

Il piumaggio è piuttosto sobrio, grigio su testa, nuca (dove, così come ai lati del collo, le penne presentano punte più scure), petto e dorso, più scuro su remiganti e coda e più chiaro sul petto, mentre sulla faccia è presente mustacchio e sopracciglio di colore bianco, così come bianchi sono la gola, il ventre ed il sottocoda. Gli occhi sono di colore bruno scuro, le zampe ed il becco sono di color carnicino (quest'ultimo con parte basale e inferiore più chiare).

## Biologia
Si tratta di uccelli diurni, che passano la maggior parte della giornata in coppie o gruppetti alla ricerca di cibo al suolo o fra l'erba alta, facendo poi ritorno a dei posatoi prefissati fra le fronde per riposare sul far della sera.

### Alimentazione
I canarini di Reichard sono uccelli granivori, la cui dieta si basa su piccoli semi di piante erbacee e cespugliose, oltre che su germogli, bacche e piccoli invertebrati.

### Riproduzione
La stagione degli amori di questi uccelli va da gennaio a marzo e da luglio ad agosto: le coppie (si tratta di uccelli rigidamente monogami) si formano all'inizio della stagione, coi maschi che attirano le femmine cantando a squarciagola da posatoi in evidenza, per poi corteggiarle con insistenza seguendole con le penne arruffate.

La costruzione del nido (una coppa di fibre vegetali intrecciate alla biforcazione di un ramo, imbottita con materiale più morbido) e la cova delle 3-5 uova (che dura circa due settimane) sono appannaggio esclusivo della femmina: il maschio, che durante queste operazioni staziona nei pressi del nido ed imbecca la compagna, collabora con essa nelle cure parentali ai pulli, i quali, ciechi ed implumi alla schiusa, sono in grado d'involarsi attorno alle tre settimane di vita e possono dirsi indipendenti a circa un mese e mezzo dalla schiusa.

## Distribuzione e habitat
Il canarino di Reichard vive in gran parte dell'Africa orientale, occupando un areale che va dall'Etiopia centrale e occidentale al nord del Mozambico e da qui ad ovest fino allo Zambia e al sud del Congo.
L'habitat di questi uccelli è rappresentato dalla savana con presenza di macchie alberate e cespugliose a prevalenza di Brachystegia e Baikiaea (il cosiddetto miombo).

## Sistematica
Se ne riconoscono due sottospecie

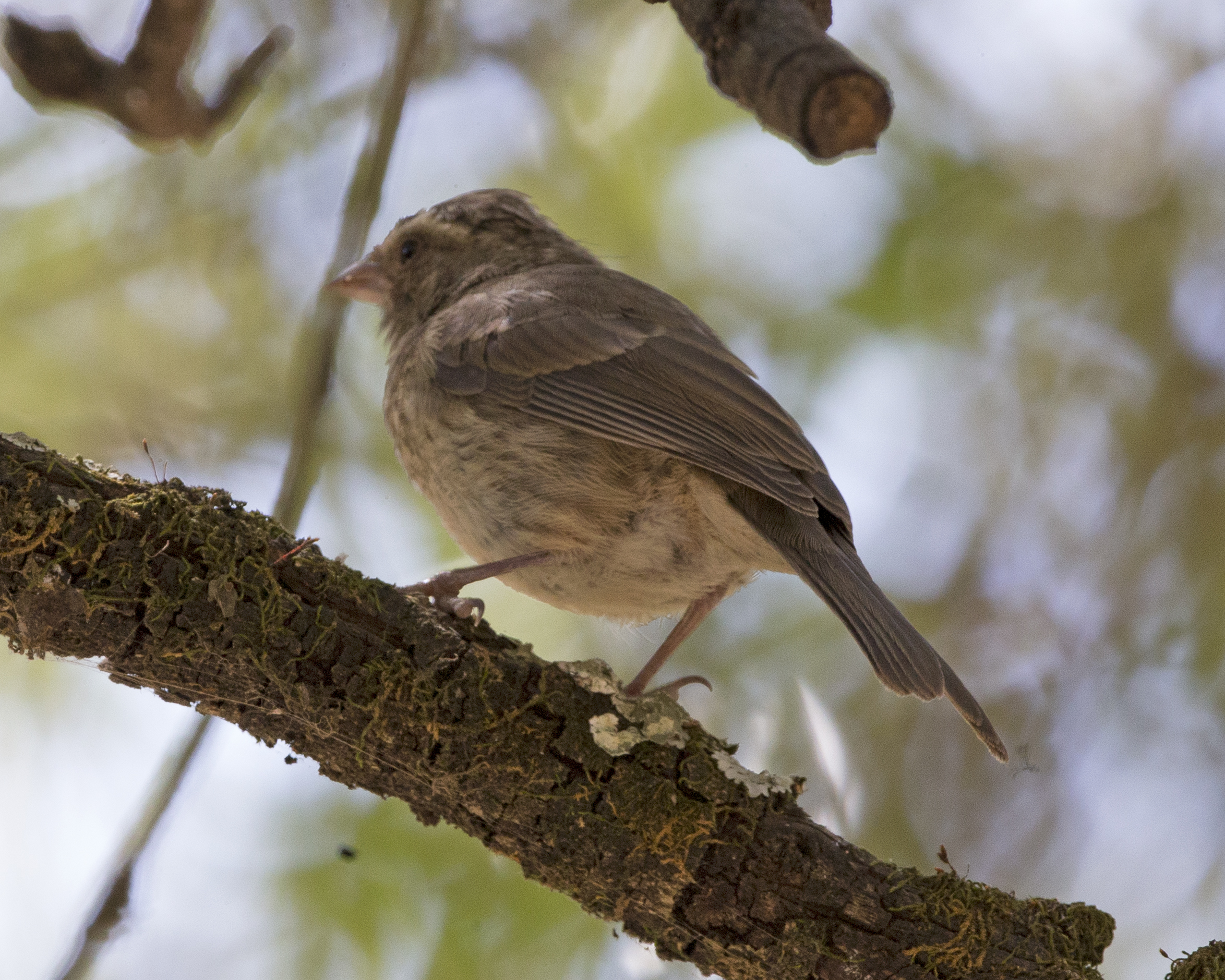
Esemplare della sottospecie (per alcuni specie a sé stante) striatipectus a Debre Libanos.

- Crithagra reichardi reichardi (Reichenow, 1882) - la sottospecie nominale, diffusa in Tanzania centrale e occidentale, in Mozambico settentrionale, Malawi, Zambia e Katanga;
- Crithagra reichardi striatipectus (Sharpe, 1891) - diffusa in Etiopia centrale e occidentale, nelle estreme propaggini sud-orientali del Sudan del Sud, in Kenya centrale e nord-occidentale;

Alcuni autori considererebbero la sottospecie striatipectus una specie a sé stante, col nome di Crithagra striatipectus: altri invece considererebbero il canarino di Reichard come sottospecie del canarino testastriata, col nome di C. gularis reichardi.